# Nationaal Statistisch Instituut van Bulgarije

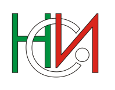
Het logo van het Nationaal Statistisch Instituut

Het Nationaal Statistisch Instituut (Bulgaars: Национален статистически институт), afgekort als NSI (НСИ), is het Bulgaars Instituut voor de Statistiek. Het verzamelt en verschaft een grote hoeveelheid gegevens over het land en zijn verschillende bestuurslagen. Deze informatie is zowel bedoeld voor burgerlijke als voor bestuursdoeleinden op staats-, provinciaal- (oblasten) en gemeentelijkrechtelijke niveaus. Het Nationaal Statistisch Instituut werd in januari 1880 opgericht als een afdeling van het Ministerie van Financiën.